# Jeanne Alombert
 (janvier 2024).
Si vous disposez d'ouvrages ou d'articles de référence ou si vous connaissez des sites web de qualité traitant du thème abordé ici, merci de compléter l'article en donnant les références utiles à sa vérifiabilité et en les liant à la section « Notes et références ».
Pour les articles homonymes, voir Alombert.
Jeanne Alombert, née Eugénie Victorine Jeanne Alombert le 16 mai 1874 à Paris et morte le 7 juillet 1964, est une pianiste et compositrice française.

## Biographie
Elle nait le 16 mai 1874 à Paris de Pierre Edouard Antony Alombert et de Marguerite Gabrielle Ibry. Le 18 décembre 1899, elle épouse René Louis Joseph Henri de Sèvelinges (1860-1928), architecte.

## Œuvres
On lui doit trente-six compositions pour piano, mazurkas, polkas, barcarolles, etc.